# Piancastagnaio
Piancastagnaio è un comune italiano di 3 847 abitanti della provincia di Siena in Toscana.
Costituisce l'estremità meridionale della provincia d'appartenenza.

## Geografia fisica
- Classificazione sismica: zona 2 (sismicità medio-alta), Ordinanza PCM 3274 del 20/03/2003
- Classificazione climatica: zona E, 2629 GR/G
- Diffusività atmosferica: alta, Ibimet CNR 2002

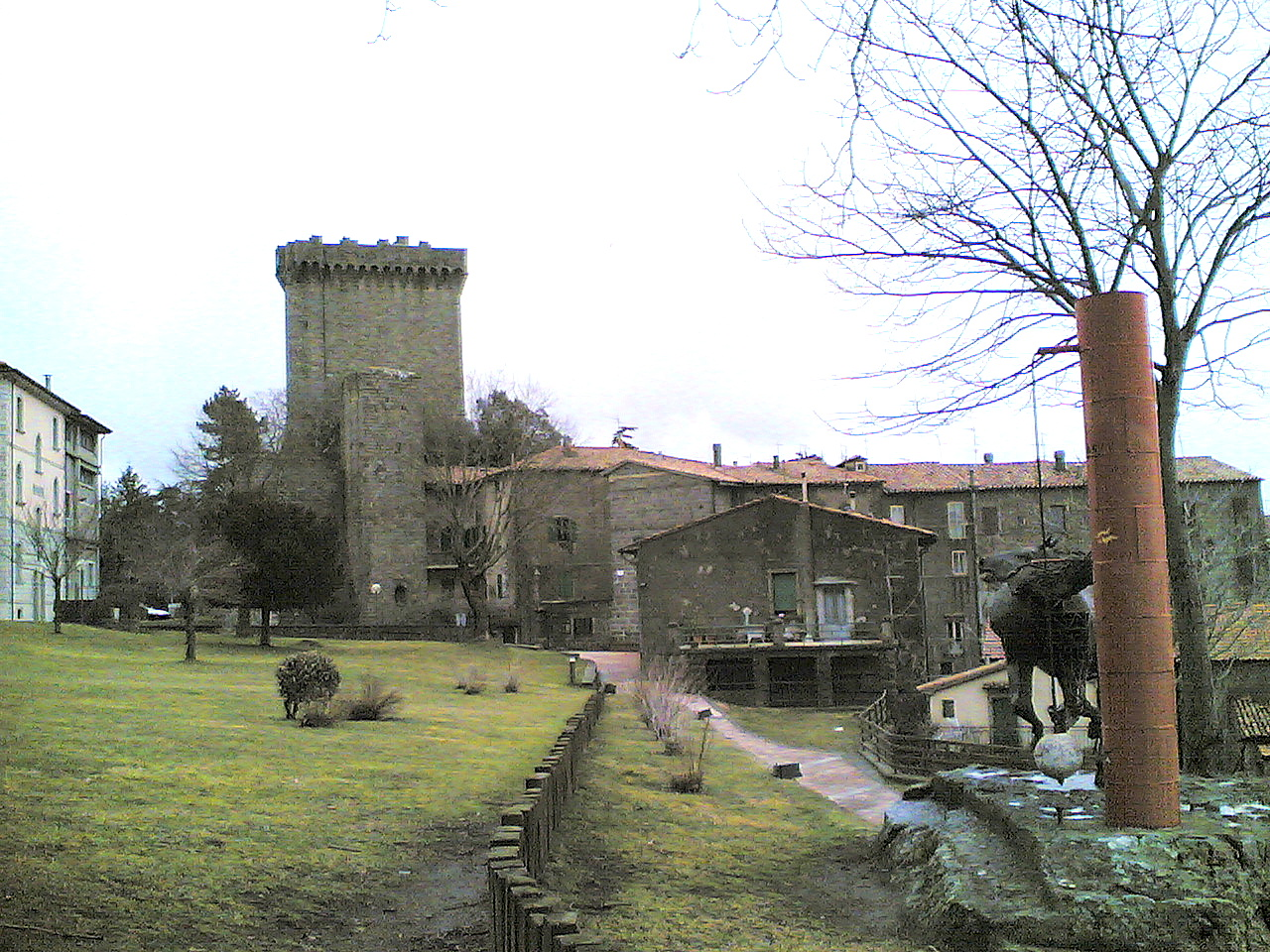
Parco pubblico e castello degli Aldobrandeschi

## Storia
La zona di Piancastagnaio faceva parte dei terreni di cui era dotata, sin dall'VIII secolo, l'abbazia di San Salvatore, da cui ha preso nome il vicino paese. Alla fine del XII secolo a Piancastagnaio esisteva già una piccola cinta muraria fortificata che racchiudeva la parte più alta dell'attuale centro storico. Nel secolo seguente, con lo sviluppo economico e la nascita del Comune, l'abitato si estese molto oltre queste mura.
Piancastagnaio, come altre zone appartenenti all'abbazia, fu ottenuto in feudo dai conti Aldobrandeschi di Sovana che, subito minacciati da Siena e da Orvieto, finirono col diventare feudatari di Siena nella seconda metà del XIII secolo. Estintisi gli Aldobrandeschi (del ramo di Sovana) nel 1284, di nuovo Siena e Orvieto si contesero la zona. Orvieto prevalse nella prima metà del XIV secolo, poi Siena, minacciata però dagli Orsini di Pitigliano. Non senza diffidenze e ostilità, il comune di Piancastagnaio fini, nella prima metà del XV secolo, a far parte della Repubblica di Siena (1440), che inviava un podestà.
Il comune si era formato nel corso del XIII secolo, come espressione della comunità di interessi tra artigiani, allevatori e coltivatori (grande valore avevano i boschi di abeti di alto fusto, richiesti per gli alberi delle navi e per l'edilizia). Troppo debole per mirare ad una vera indipendenza politica, il comune si preoccupò costantemente di avere una protezione che, in cambio di un tributo e dell'uso della rocca, lo difendesse militarmente, ma rispettasse l'autonomia amministrativa ed economica.
Piancastagnaio rimase fedele a Siena, finché questa fu sopraffatta da Firenze (resa di Montalcino, 1559). Nel 1601 il granduca di Toscana concesse Piancastagnaio in feudo al marchese Giovanni Battista Bourbon del Monte, già generale delle fanterie della repubblica veneta. Con lui ed i suoi successori il Marchesato di Piancastagnaio ebbe definiti i suoi confini territoriali che ancora oggi permangono. Il marchese concesse denari per gli interventi di riparazione della chiesa della Madonna di San Pietro e del convento di San Bartolomeo, fece impiantare cento castagni da frutto e realizzò il suo palazzo granducale coronato da magnifici giardini. Il dominio dei feudatari cessò nel 1777.

### Simboli
Lo stemma è stato riconosciuto con DPCM del 26 aprile 1955.
Il gonfalone, concesso con DPR del 18 ottobre 1955, è un drappo partito di giallo e di rosso.

## Monumenti e luoghi d'interesse

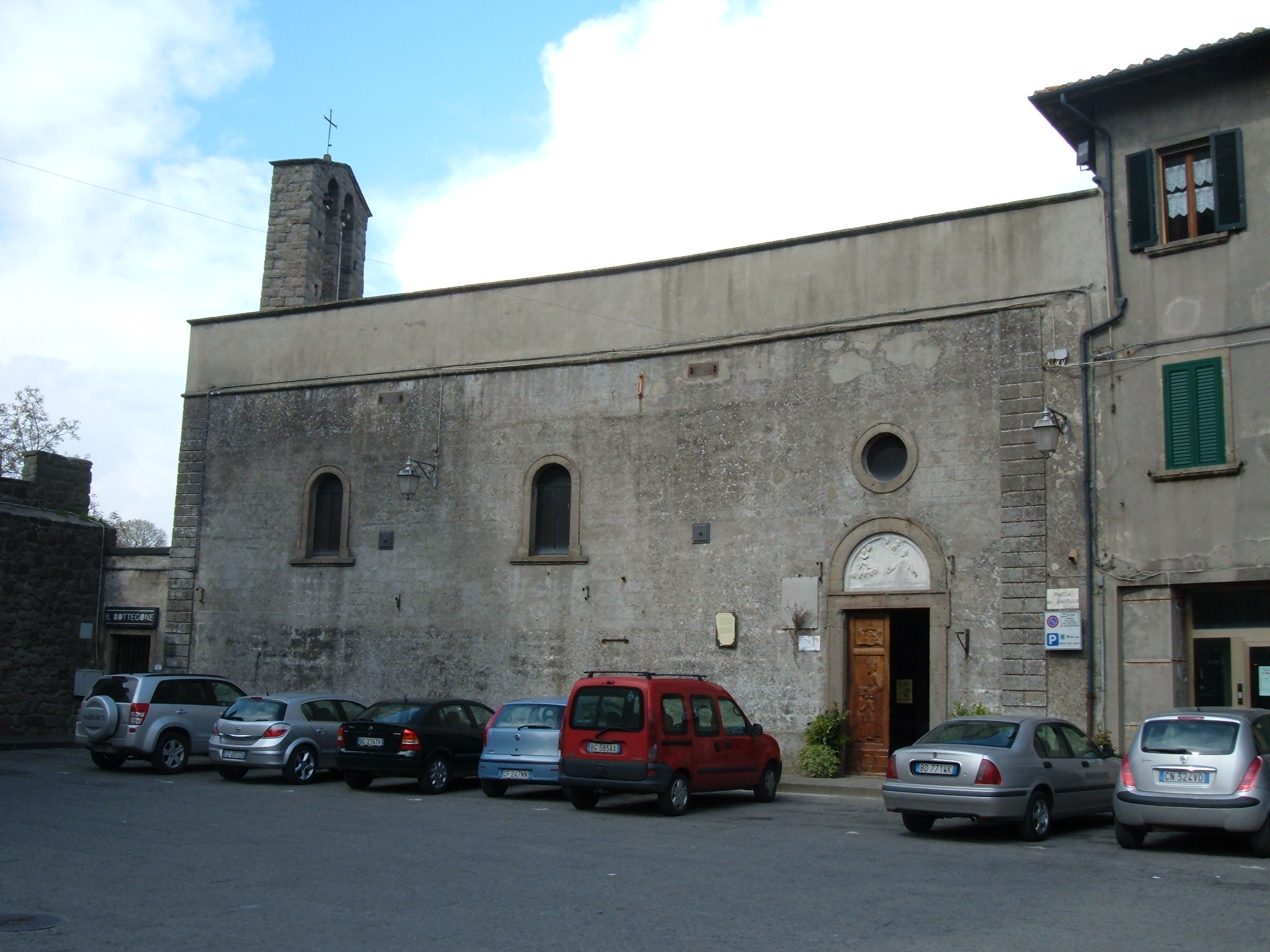
La chiesa di San Filippo Neri

La rocca negli anni venti

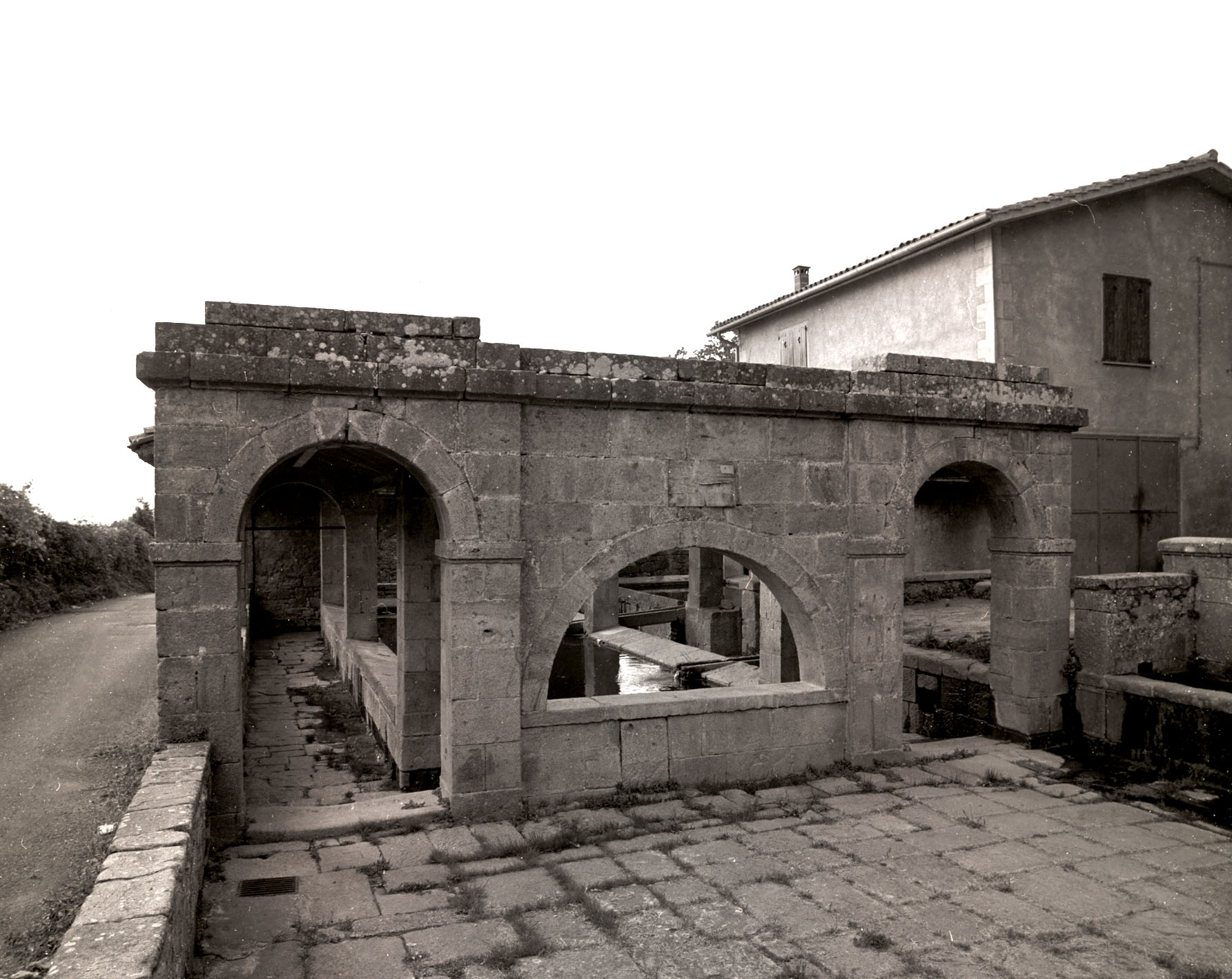
Il lavatoio pubblico ottocentesco

### Architetture religiose
- Chiesa della Madonna delle Grazie
- Chiesa di San Filippo Neri
- Chiesa di San Francesco
- Pieve di Santa Maria Assunta
- Santuario della Madonna di San Pietro
- Chiesa del Sacro Cuore di Gesù a Casa del Corto
- Chiesa di Santa Maria delle Grazie a Saragiolo
- Chiesa del Crocifisso a Tre Case

### Architetture civili
- Palazzo Bourbon Del Monte
- Rocca aldobrandesca
- Cinema Teatro Comunale
- Monumento ai partigiani Florindo Guerrini e Libero Stolzi
- Monumento al Minatore

### Altro
- Piatto delle Streghe
- Scala Santa
- Lavatoio pubblico

### Aree naturali
- Leccio di San Francesco
- Miniere del Siele
- Riserva naturale del Pigelleto

## Società

### Evoluzione demografica
Abitanti censiti

### Etnie e minoranze straniere
Secondo i dati ISTAT al 31 dicembre 2010 la popolazione straniera residente era di 234 persone. Le nazionalità maggiormente rappresentate in base alla loro percentuale sul totale della popolazione residente erano:
- Romania 138 3,30%

### Tradizioni e folclore
Dal 1954 il 18 agosto si tiene il Palio di Piancastagnaio, che viene assegnato mediante una corsa di cavalli a pelo tra le quattro contrade del paese (Borgo, Castello, Coro e Voltaia).Una tradizione molto importante è quella della maga della sfera, figura mitologica greca che si festeggia il 15 maggio.. La competizione ha avuto luogo fino al 2022 presso lo stadio comunale di Piancastagnaio, che nella circostanza veniva adibito a ippodromo mediante posa di una pista sabbiosa attorno al campo da calcio; dal 2023 la sede della gara è stata trasferita in una struttura ad hoc, il parco tematico equestre presso il santuario della Madonna di San Pietro.

## Cultura

### Teatro
A Piancastagnaio è situato il Teatro Comunale.

## Geografia antropica
Il comune di Piancastagnaio è costituito dal capoluogo, a sua volta suddiviso in quattro contrade, da una frazione e da sei località.

### Contrade

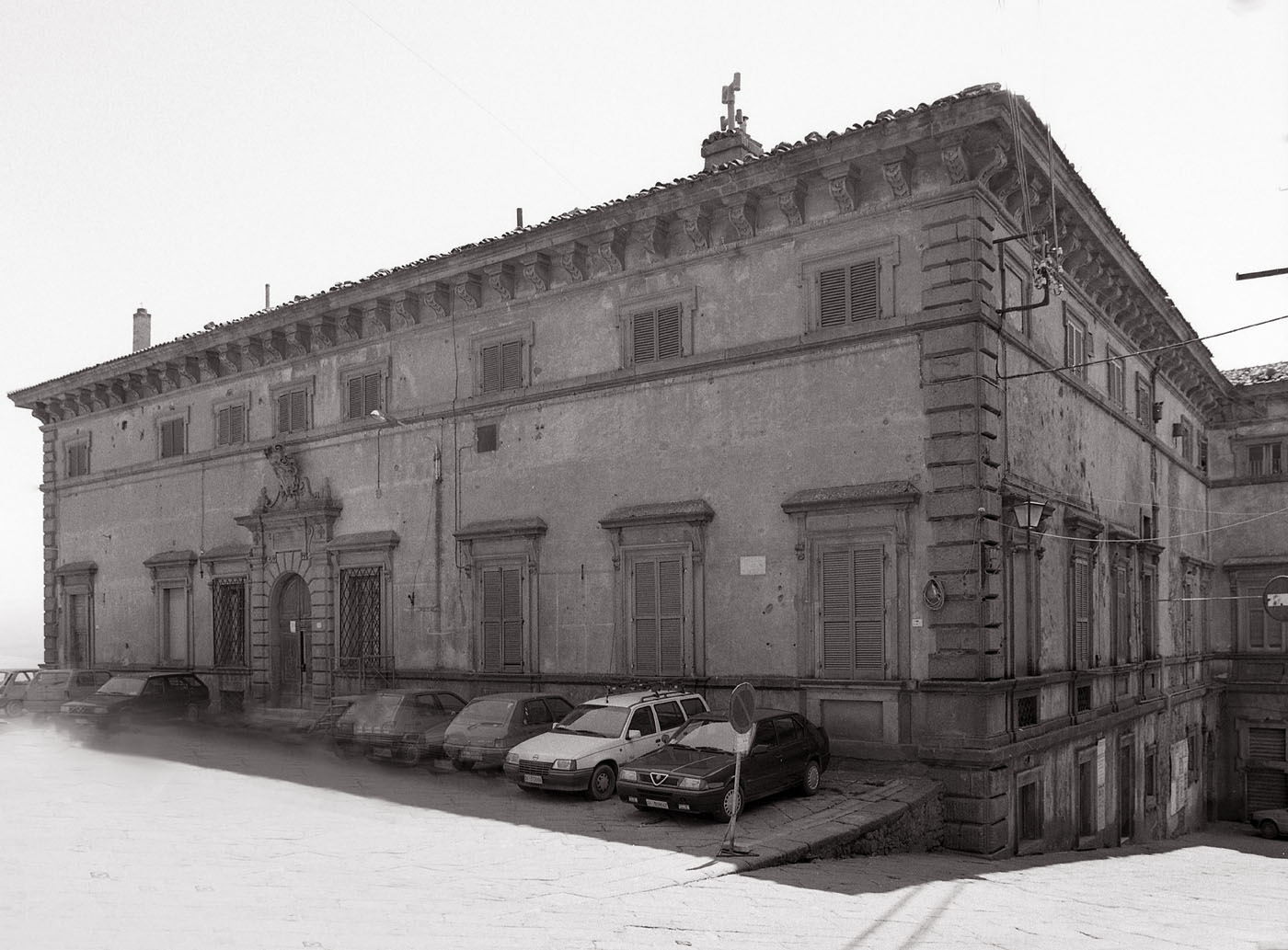
Palazzo Bourbon Del Monte a piazza Belvedere

Il borgo di Piancastagnaio è suddiviso in quattro contrade storiche:
- Borgo (colori giallo-blu, stemma "cavallo saliente-rampante voltato a sinistra")
- Castello (colori rosso-verde, stemma "castello a due torri di cui il mastio a destra")
- Coro (colori rosso-nero, stemma "aquila ad ali aperte e testa voltata a destra")
- Voltaia (colori bianco-nero, stemma "quercia sotto ad una porta ad arco")

### Frazioni
L'unico centro abitato del comune riconosciuto come frazione è quello di Saragiolo (901 m s.l.m., 352 abitanti).
Dipendenti da Saragiolo sono il piccolo nucleo abitato di La Valetta (930 m s.l.m., 44 abitanti) e la località di Pietralunga.

### Altre località del territorio
Le altre sei località del comune di Piancastagnaio sono:
- Capannacce (750 m s.l.m., 25 abitanti)[10]
- Casa del Corto (358 m s.l.m., 26 abitanti)[10], località ricca di insediamenti industriali e sede della parrocchia del Sacro Cuore di Gesù.
- Casetta (750 m s.l.m., 23 abitanti)[10]
- Pietralunga (900 m s.l.m.), piccola località compresa nel centro abitato di Saragiolo.
- Quaranta (956 m s.l.m., 69 abitanti)[10]
- Tre Case (842 m s.l.m., 97 abitanti)[10], dove si trovano la chiesa del Crocifisso e "il leccio di San Francesco", uno dei più grandi d'Italia e catalogato come pianta monumentale[11][12].

## Amministrazione
Di seguito è presentata una tabella relativa alle amministrazioni che si sono succedute in questo comune.
| Periodo        | Periodo        | Primo cittadino    | Partito                                                        | Carica  | Note   |
| -------------- | -------------- | ------------------ | -------------------------------------------------------------- | ------- | ------ |
| 3 luglio 1985  | 5 giugno 1990  | Luciano Baffoni    | Partito Comunista Italiano                                     | Sindaco | [ 13 ] |
| 5 giugno 1990  | 24 aprile 1995 | Luciano Baffoni    | Partito Democratico della Sinistra, Partito Comunista Italiano | Sindaco | [ 13 ] |
| 24 aprile 1995 | 14 giugno 1999 | Walter Vinciarelli | lista civica                                                   | Sindaco | [ 13 ] |
| 14 giugno 1999 | 14 giugno 2004 | Walter Vinciarelli | centro-sinistra                                                | Sindaco | [ 13 ] |
| 14 giugno 2004 | 8 giugno 2009  | Fabrizio Agnorelli | centro-sinistra                                                | Sindaco | [ 13 ] |
| 8 giugno 2009  | 26 maggio 2014 | Fabrizio Agnorelli | centro-sinistra                                                | Sindaco | [ 13 ] |
| 26 maggio 2014 | 27 maggio 2019 | Luigi Vagaggini    | lista civica È l'ora di Piano                                  | Sindaco | [ 13 ] |
| 27 maggio 2019 | in carica      | Luigi Vagaggini    | lista civica È l'ora di Piano                                  | Sindaco | [ 13 ] |

## Sport
La maggior società calcistica comunale è la Pianese; fondata nel 1930, ha militato lungamente nelle categorie dilettantistiche, accedendo per la prima volta alla Serie C (e dunque al professionismo) al termine della stagione 2018-2019. 
Le si affianca l'Atletico Piancastagnaio, società fondata nel 2017 e mai spintasi oltre il dilettantismo.
Sede delle partite interne di ambedue le squadre è il già citato stadio comunale di piazza Spartaco Lavagnini.